# Paróquia de Ouachita
A Paróquia de Ouachita é uma das 64 paróquias do estado americano da Luisiana. A sede da paróquia é Monroe, e sua maior cidade é Monroe.
A paróquia possui uma área de 1 639 km² (dos quais 57 km² estão cobertas por água), uma população de 147 250 habitantes, e uma densidade populacional de 93 hab/km² (segundo o censo nacional de 2000). 